# Technologie NX
La technologie NX est un protocole client-serveur permettant des connexions graphiques X11 distantes rapides et sûres pour accéder à un bureau Linux / Unix à distance. Le protocole est basé à la fois sur SSH (pour la sécurité) et sur la compression video des données de X Window System (pour l'interface graphique et la rapidité).
Selon l'éditeur, NX est aussi beaucoup plus facile à utiliser que le protocole X classique. Il est développé par Gian Filippo Pinzari de l'éditeur de logiciels italien NoMachine.

## Fonctionnalités
- NoMachine NX est une solution terminal-serveur et d'accès distant basée sur un ensemble de technologies open source de classe entreprise. Les binaires eux-mêmes sont des applications propriétaires. NX permet de lancer n'importe quelle application graphique sur n'importe quel système d'exploitation à travers n'importe quelle connexion de réseau à une vitesse remarquable.

- FreeNX est une application pour la connexion de client léger vers un serveur de terminal open source basée sur la technologie NX de NoMachine. Elle est capable de faire fonctionner des sessions graphiques X11 sur toute connexion à partir d'un modem 56 kb/s, soit malgré une faible bande passante et une latence importante. Le paquetage FreeNX contient une implémentation libre (GPL) de la composante nxserver.

Monté comme un proxy, NX encapsule aussi le Remote Desktop Protocol – RDP, pour les sessions de Windows Terminal Server – et les sessions de Virtual Network Computing – VNC, disponibles sur la plupart des systèmes d'exploitation généralistes modernes – et leur apporte certaines de ces améliorations de la vitesse.
Pour réaliser cela, NX comprime les données X11 selon des techniques conçues pour minimiser la quantité de données à transmettre. NX utilise aussi beaucoup le cache, toujours afin de rendre la session aussi réactive que possible. Par exemple, si un menu est ouvert, cela prendra quelques secondes la première fois ; ensuite, chaque fois que le menu sera ouvert, il le sera immédiatement.
La technologie NX repose sur  trois principes fondamentaux :
- La compression des données
- L’utilisation de caches
- La suppression presque totale des allers-retours

## Forks (fourches logicielles)
Il existe plusieurs logiciels forkés à partir des librairies NX version 3.0, lesquelles ont été diffusées sous licence open source.
Par exemple : FreeNX, Neatx (en), X2Go , 2X Software (en) et Xpra (en). Ces logiciels ne sont pas approuvés (pas soutenus) par l'entreprise NoMachine.